# تورسي (باد كاليه)
تورسي، باد كاليه (بالفرنسية: Torcy, Pas-de-Calais)‏ هي بلدية تقع في إقليم باد كاليه من منطقة نور با دو كاليه في شمال فرنسا. تبلغ مساحة هذه المدينة 5.27 (كم²)، وترتفع عن سطح البحر 80 م، يبلغ عدد سكانها 170 نسمة حسب إحصاء المعهد الوطني للإحصاء والدراسات الاقتصادية سنة 2009 م. وترأس Patrick Cornu البلدية خلال فترة (2001-2008).